# La ragazza di Las Vegas
La ragazza di Las Vegas (The Girl Rush) è un film del 1955 diretto da Robert Pirosh.
Il musical, interpretato da Rosalind Russell e Fernando Lamas, fu prodotto dal coreografo Robert Alton  - associato a Frederick Brisson e a Robert Emmett Dolan - per la Paramount Pictures.

## Produzione
Il film fu prodotto dalla Paramount Pictures.

## Distribuzione
Distribuito dalla Paramount Pictures, il film uscì nelle sale cinematografiche USA nel settembre 1955.